# Cantone di Salcedo
Il cantone di Salcedo è un cantone dell'Ecuador che si trova nella provincia del Cotopaxi.
Il capoluogo del cantone è San Miguel.